# 波尔多附近阿尔蒂格
波尔多附近阿尔蒂格（法語：Artigues-près-Bordeaux，法語發音：[aʁtiɡ pʁɛ bɔʁdo]）是法国吉伦特省的一个市镇，属于波尔多区。

## 地理
波尔多附近阿尔蒂格（44°51'37.7"N, 0°29'36.5"W）面积7.28 平方千米，位于法国新阿基坦大区吉倫特省，该省份为法国西南部沿海省份，是法國本土面积最大的省，北起滨海夏朗德省，西临大西洋，南至朗德省，东南接洛特-加龍省，东临多爾多涅省。
与波尔多附近阿尔蒂格接壤的市镇（或旧市镇、城区）包括：伊夫拉克、瑟农、弗卢瓦拉克、洛尔蒙、特雷斯。
波尔多附近阿尔蒂格的时区为UTC+01:00、UTC+02:00（夏令时）。

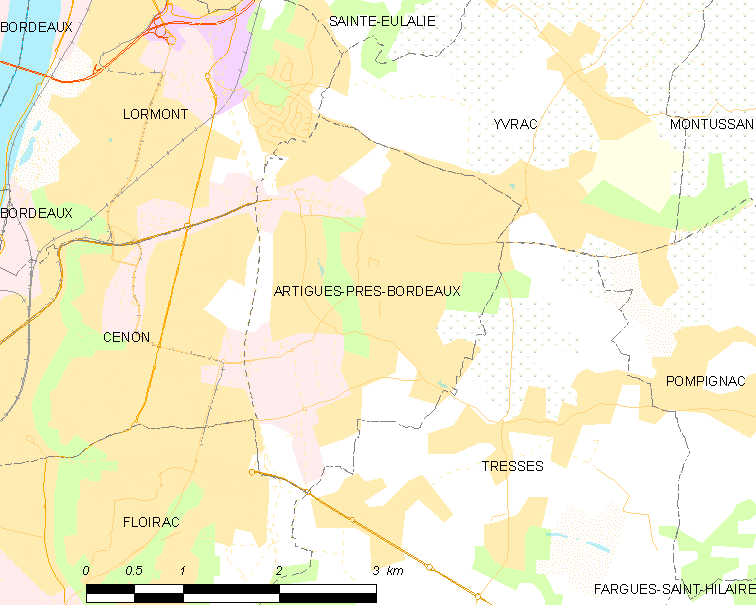
波尔多附近阿尔蒂格的OSM定位图

## 行政
波尔多附近阿尔蒂格的邮政编码为33370，INSEE市镇编码为33013。

## 政治
波尔多附近阿尔蒂格所属的省级选区为洛尔蒙县。

## 人口

1962-2008年间波尔多附近阿尔蒂格人口变化图示

波尔多附近阿尔蒂格于2022年1月1日时的人口数量为8623人。